# 東郷高塚古墳
東郷高塚古墳（とうごうたかつかこふん）は、福岡県宗像市日の里にある古墳。形状は前方後円墳。史跡指定はされていない。

## 概要
宗像市南部、許斐山から延びる丘陵の先端部に築造された古墳である。1966年（昭和41年）に始まる日の里団地の造成で存在を知られるとともに開発を免れ、1986-1988年（昭和61-63年）に確認調査が実施されている。
墳形は前方後円形で、前方部を北西の玄界灘の方角に向ける。墳丘長は64.4メートルを測り、宗像市域では最大規模になる。後円部周囲には幅約12メートルの外堤が半円形に巡らされている（一周しないのは地形の制約か）。埋葬施設は粘土槨で、その上面には赤色顔料が塗られ、内部には割竹形木棺が収められている。木棺は墳丘主軸と平行方向に5.4メートルを測り、北部九州地方では最大級の規模になる。この埋葬施設は中世頃に盗掘に遭い副葬品のほとんどが失われているが、調査ではヒスイ製勾玉、埴輪・土器、管玉、鉄矛片、鉄剣片が検出されている。
この東郷高塚古墳は、古墳時代前期の4世紀後半頃の築造と推定される。現在確認されているものでは宗像地方で最古級の前方後円墳とされ、沖ノ島祭祀（4世紀後半-9世紀末）が始まる時期の有力者、かつ以後の古代宗像の発展の礎を築いた首長の墓にあたるとして注目される。宗像地方では東郷高塚古墳に続く前方後円墳の築造が4世紀のうちは見られないが、5世紀に入ると内陸部から海岸部に場所を移し、福津市津屋崎周辺（津屋崎古墳群（新原・奴山古墳群など））で築造されるようになる。
現在の古墳域は日の里12号公園内に位置し、他の円墳2基（東郷3号墳・5号墳）とともに保存されている。なお、ユネスコの世界遺産「「神宿る島」宗像・沖ノ島と関連遺産群」において、2009年（平成21年）に同遺産がユネスコ世界遺産暫定一覧表に記載された際には本古墳も構成資産候補とされていたが、その後の2017年（平成29年）の正式登録の際には構成資産から外されている。

## 墳丘
墳丘の規模は次の通り。
- 墳丘長：64.4メートル
- 後円部
  - 直径：38.9メートル
  - 高さ：7.6メートル
- くびれ部
  - 幅：22メートル
- 前方部
  - 高さ：5.3メートル

墳丘下では弥生時代の遺構が認められており、この一帯では弥生時代前期には既に人々の営みがあったとされるほか、後世の鎌倉時代には火葬場として利用されたことも判明している。

## 出土品
埋葬施設における副葬品は多くが盗掘で散逸しているが、調査により次の遺物が出土している。
- ヒスイ製丁字頭勾玉 1
- 珪質凝灰岩製管玉 4
- 鉄刀片
- 鉄剣片
- 鉄矛片
- 二重口縁壺

そのほかに古墳域では、壺形埴輪なども検出されている。